# Allondaz
Allondaz är en kommun i departementet Savoie i regionen Auvergne-Rhône-Alpes i sydöstra Frankrike. Kommunen ligger i kantonen Albertville-Nord som tillhör arrondissementet Albertville. År 2022 hade Allondaz 295 invånare.

## Befolkningsutveckling
Antalet invånare i kommunen Allondaz
| Referens: INSEE |